# Plahivka, Putîvl
Plahivka (în ucraineană Плахівка) este un sat în comuna Bobîne din raionul Putîvl, regiunea Sumî, Ucraina.

## Demografie
Componența lingvistică a localității Plahivka
     Rusă (81,25%)
     Ucraineană (18,75%)
Conform recensământului din 2001, majoritatea populației localității Plahivka era vorbitoare de rusă (81,25%), existând în minoritate și vorbitori de ucraineană (18,75%).